# Derechos laborales
Los derechos laborales o derechos de los trabajadores son un grupo de prerrogativas legales y humanos que tienen que ver con las relaciones laborales entre los trabajadores y los empleados. Entre ellos están los beneficios laborales, la creación de sindicatos, la seguridad y salud laboral, la jornada de ocho horas y el pago de horas extras, entre otros. Los derechos laborales son el tema central de la rama del derecho llamada derecho laboral.

## Cuestiones de derechos laborales según la demografía

### Trabajo infantil

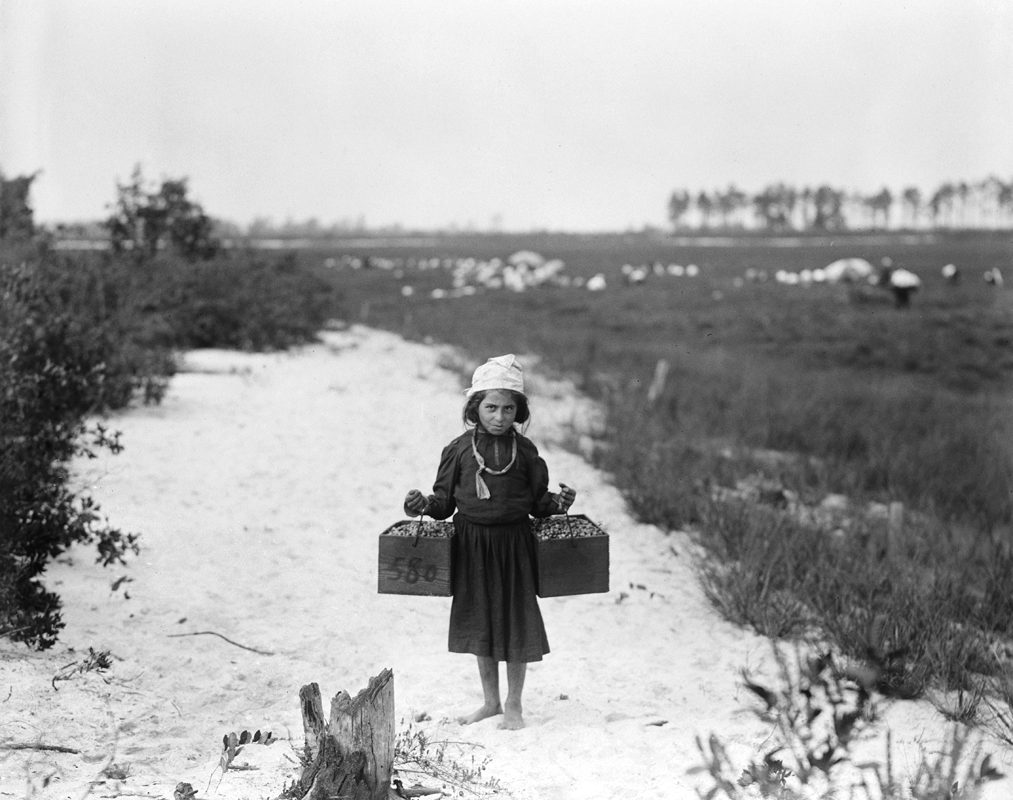
11Rose Biodo, 1216 Annan St., Filadelfia. 10 años de edad. Trabajando 3 veranos. Cuida al bebé y lleva bayas, dos picotazos a la vez. Whites Bog, Brown Mills, NJ Esta es la cuarta semana de clases y la gente aquí espera quedarse dos semanas más. Testigo EF Brown. Ubicación: Browns Mills, Nueva Jersey.

Los defensores de los derechos laborales también han trabajado para combatir el trabajo infantil . Consideran que el trabajo infantil es una explotación y a menudo perjudicial para la economía. Los opositores al trabajo infantil a menudo argumentan que los niños que trabajan se ven privados de educación. En 1948 y luego nuevamente en 1989, las Naciones Unidas declararon que los niños tienen derecho a la protección social. 
Es difícil para los niños luchar por sus derechos básicos, especialmente en el lugar de trabajo. A menudo reciben un tratamiento insuficiente. Los empleadores se aprovechan del trabajo infantil porque carecen de la capacidad de negociar colectivamente y comprometerse a trabajar en un ambiente de trabajo desagradable. Casi el 95% del trabajo infantil ocurre en países en desarrollo . Un ejemplo de una industria en la que los casos de trabajo infantil dan lugar a lesiones graves o muerte  que se han observado son la minería de cobalto en la República Democrática del Congo, así como la minería de cobre en Zambia, donde se informó de que los niños participaban en todas las formas de minería a expensas de su educación.   Existe una creciente preocupación de que la creciente demanda de recursos que involucran trabajo infantil para industrias como la producción de baterías para vehículos eléctricos, sólo aumentará las violaciones de los derechos laborales.  En la India y el Pakistán, los niños trabajan muchas horas en diversas industrias debido a las deudas contraídas por sus padres.  Las familias pobres a veces dependen de los ingresos de sus hijos para pagar sus cuentas. En Egipto, alrededor de 1,5 millones de niños menores de 14 años trabajan a pesar de que existen leyes laborales que los protegen. 

### Trabajo infantil en Estados Unidos
En Estados Unidos, la Ley de Normas Laborales Justas de 1938 (FLSA) restringe el empleo de niños. La FLSA define la edad mínima para el empleo en 14 años para trabajos no agrícolas con restricciones en las horas, restringe las horas para jóvenes menores de 16 años y prohíbe el empleo de niños menores de 18 años en ocupaciones consideradas peligrosas por el Secretario de Trabajo. 

### Empleadas embarazadas
La Ley de Consolidación de Protección del Empleo (EPCA) ha establecido cuatro regulaciones fundamentales para los derechos laborales de las mujeres. En primer lugar, está la disposición del subsidio de maternidad legal, que garantiza que se realice un pago mínimo durante el período de licencia. En segundo lugar, está el derecho a la licencia de maternidad, que garantiza que las mujeres puedan ausentarse del trabajo y regresar a su empleo después. Además, las mujeres tienen derecho a ser restituidas en su puesto original. Por último, la EPCA ha reforzado los derechos en caso de despido injusto. 

### Trabajadores migrantes
Los trabajadores inmigrantes legales a veces sufren abusos. Por ejemplo, los migrantes han enfrentado una serie de presuntos abusos en los Emiratos Árabes Unidos ( incluido Dubai ). Human Rights Watch enumera varios problemas, entre ellos "la falta de pago de salarios, las horas de trabajo prolongadas sin compensación por las horas extras, entornos de trabajo inseguros que resultan en muertes y lesiones, condiciones de vida precarias en los campos de trabajo y la retención de pasaportes y documentos de viaje por parte de los empleadores".  A pesar de las leyes que prohíben esta práctica, los empleadores confiscan los pasaportes de los trabajadores migrantes. Sin sus pasaportes, los trabajadores no pueden cambiar de trabajo ni regresar a sus hogares.  Estos trabajadores tienen pocos recursos ante los abusos laborales, pero las condiciones han ido mejorando.  El Ministro de Trabajo y Bienestar Social, Ali bin Abdullah al-Kaabi, ha emprendido una serie de reformas para ayudar a mejorar las prácticas laborales en su país. 

### Trabajadores indocumentados
El derecho a la igualdad de trato, independientemente del género, origen y apariencia, religión u orientación sexual, también es visto por muchos como uno de los derechos de los trabajadores. La discriminación en el lugar de trabajo es ilegal en muchos países, pero algunos consideran que la brecha salarial entre géneros y otros grupos es un problema persistente.
Muchos trabajadores migrantes no disfrutan de sus derechos laborales básicos principalmente porque no hablan el idioma local, independientemente de su estatus legal.  Algunos han notado que no reciben la cantidad correcta de dinero en su cheque de pago, mientras que otros reciben salarios inferiores a los que les corresponden.

### Trabajadores sindicalizados
Se formaron sindicatos en todas las industrias. Los sindicatos del sector artesanal descubrieron dificultades para formar sindicatos en diferentes niveles de especialización. Estos grupos de habilidades a menudo se dividían de manera racial y sexista. En 1895, la Asociación Internacional de Maquinistas, integrada sólo por blancos, se afilió a la Federación Estadounidense del Trabajo (AFL), fundada en 1881. A principios del siglo XX, los afroamericanos se mudaron del Sur al Norte sólo para descubrir que existía discriminación en las oportunidades económicas. Los estereotipos raciales se utilizaron para dividir a la clase trabajadora y crear segregación. Esto eventualmente condujo a la creación de códigos negros y leyes de Jim Crow para limitar la capacidad de los afroamericanos de ganarse la vida por sí mismos. Las leyes de Jim Crow aprobadas en el siglo XIX eran leyes que prohibían a los afroamericanos vivir en barrios blancos, junto con la segregación en lugares públicos. Estas normas se aplicaron en piscinas públicas, cabinas telefónicas, hospitales, asilos, cárceles y residencias para ancianos y discapacitados, entre otros. 

## Medición de los derechos laborales
Existen varios índices que miden los derechos laborales elaborados por diversas organizaciones. Algunos se centran en la negociación colectiva y la libertad de asociación, incluso en los conjuntos de datos producidos por la Confederación Sindical Internacional (CSI), la Organización Internacional del Trabajo (OIT) y Penn State .    Otros, como los datos producidos por el Instituto V-Dem y el Centro de Análisis de Políticas Mundiales de la UCLA, se centran en otros componentes como la discriminación laboral, el trabajo infantil y el trabajo forzoso.   
La CSI elabora anualmente el Índice Global de Derechos que clasifica a los "países en función de su cumplimiento de los derechos laborales colectivos y documenta las violaciones por parte de los gobiernos y los empleadores de los derechos internacionalmente reconocidos".   La OIT elabora los datos para el Objetivo de Desarrollo Sostenible 8.8.2, que mide el "Nivel de cumplimiento nacional de los derechos laborales (libertad de asociación y negociación colectiva) sobre la base de fuentes textuales de la Organización Internacional del Trabajo (OIT) y la legislación nacional, por sexo y condición de migrante".  En el pasado, el Centro para los Derechos de los Trabajadores Globales de Penn State ha elaborado un conjunto de indicadores de derechos laborales que utilizan una metodología similar a la de la OIT, pero tienen una cobertura de países más amplia.  
El Instituto V-Dem produce una amplia gama de datos sobre los derechos civiles y la democracia.  Esto incluye datos sobre la prevalencia del trabajo forzoso y datos sobre las organizaciones de la sociedad civil, incluidos los sindicatos.   El Centro de Análisis de Políticas Mundiales de la UCLA mantiene una base de datos sobre una variedad de estándares legales globales, incluidos los derechos de las mujeres, los derechos de las personas con discapacidad, el trabajo infantil y la discriminación en el empleo.  